# Орехотворки
Орехотворки, или цинипоидные (лат. Cynipoidea), — надсемейство насекомых подотряда стебельчатобрюхих отряда перепончатокрылых, включающее мельчайших представителей всего класса насекомых. Включает около 3 000 описанных видов (потенциально существует до 20 тыс. видов), распространенных по всему миру. Половина из них — это фитофаги-орехотворки, а другие — паразитоиды. Большинство видов мелкие и даже микроскопические (от 1 до 8 мм).

## Распространение
Встречаются всесветно. В Афротропике более 300 видов из 54 родов.

## Биология
Фитофаги-галлообразователи и паразитоиды.

## Выделение шёлка
Выделение шёлкоподобного вещества и коконопрядение у личинок отсутствует у большинства представителей Cynipoidea.

## Генетика
Гаплоидный набор хромосом n = 5—11.

## Систематика
Выделяют около 10 семейств, однако семейство Figitidae (sensu stricto) включает в себя иногда выделяемые в самостоятельные семейства Anacharitidae, Charipidae, Eucoilidae. По данным Fredrik Ronquist (2002) кладограмма надсемейства выглядит следующим образом: (Austrocynipidae (Ibaliidae (Liopteridae (Figitidae sensu lato, Cynipidae)))). Причем, первые 3 семейства составляют группу макроцинипоидов (macrocynipoids), а два последних группу микроцинипоидов (microcynipoids).
Ранее к орехотворкам было отнесено ископаемое семейство Archaeocynipidae Rasnitsyn и Kovalev, 1988 (меловой период), созданное на основании вымершего вида Archaeocynips villosa Rasnitsyn и Kovalev, 1988, которое фактически оказалось родственником Diapriidae (Proctotrupoidea).
Иногда, кроме нижеперичисленных, из фигитид выделяют семейства Acantliaegilipidae Kovalev, 1996 (типовой род Acanthaegilips Ashmead, 1897) и подсем. Proanacharitinae (типовой род Proanacharis Kovalev, 1996) в подсем. или сем. Anacharitidae, и предлагаются новое название рода и семейства (Rasnicynips и Rasnicynipidae) в связи с преоккупированным названием рода Rasnitsynia для ископаемых цинипоидов.
В 2023 году из цинипид были выделены два семейства: Diplolepididae (из бывших триб Diplolepidini и Pediaspidini) и 
Paraulacidae (из Paraulacini).

### Семейства
- Austrocynipidae Riek, 1971
- Charipidae (=Alloxystidae) — часть первоначальные паразиты листоблошек (Psyllidae), но большинство из них гиперпаразиты наездников (Aphidoidea)
- Cynipidae Latreille, 1802 (Орехотворки, Розовик и др.)
  - †Hodiernocynipinae Kovalev, 1994 — род Hodiernocynips
  - Cynipinae Latreille, 1802
    - Триба Aylacini Ashmead, 1903
    - Триба Diplolepidini Latreille, 1802 → в Diplolepididae
    - Триба Eschatocerini Ashmead, 1903
    - Триба Pediaspidini Ashmead, 1903 → в Diplolepididae
    - Триба Cynipini Latreille, 1802
    - Триба Synergini Ashmead, 1896
- Diplolepididae Latreille, 1802
  - Diplolepidinae Latreille, 1802
  - Pediaspinae Ashmead, 1903
- Eucoilidae (паразиты отряда Двукрылые)
- Figitidae Thomson, 1862 (паразиты отряда Двукрылые)
  - Rasnicynipinae Kovalev, 1996
  - Palaeocynipinae Kovalev, 1994
  - Parnipinae Ronquist & Nieves-Aldrey, 2001
  - Thrasorinae Kovalev, 1994
  - Charipinae Dalla Torre & Kieffer, 1910
    - Триба Protocharipini Kovalev, 1994
    - Триба Alloxystini Hellén, 1931
    - Триба Charipini Dalla Torre & Kieffer, 1910

  - Anacharitinae Thomson, 1862
  - Figitinae Thomson, 1862
  - Eucoilinae Thomson, 1862 (иногда как семейство Eucoilidae)
  - Pycnostigminae Cameron, 1905
  - Aspicerinae Dalla Torre & Kieffer, 1910
    - Триба Palaeoaspicerini Kovalev, 1994
    - Триба Aspicerini Dalla Torre & Kieffer, 1910

  - Emargininae Kovalev, 1994
- †Gerocynipidae Liu & Engel, 2007
- Ibaliidae Thomson, 1862 (паразиты рогохвостов Siricidae)
  - Archaeibaliinae Liu & Engel, 2010 (ископаемая группа из Балтийского янтаря)
    - Archaeibalia succinica[7]

  - Eileenellinae Kovalev, 1994
  - Ibaliinae Thomson, 1862
- Liopteridae Ashmead, 1895 (тропическая группа, биология неизвестна)
  - Proliopterinae Liu & Engel, 2007
  - Mayrellinae Hedicke, 1922
  - Dallatorrellinae Kieffer, 1911
  - Goeraniinae Liu & Engel, 2007
  - Liopterinae Ashmead, 1895
  - Oberthuerellinae Kieffer, 1903
- Paraulacidae Nieves-Aldrey & Liljeblad, 2009
- †Protimaspidae Liu & Engel, 2007
- †Stolamissidae Liu & Engel, 2007